# Batalla d'Assaye
La batalla d'Assaye es va lliurar el 23 de setembre de 1803 entre Sir Arthur Wellesley i els marathes Sindhia i Raghuji Bhonsla, fortificats a una peça de terra a la unió dels rius Juah i Kailna amb el poble d'Assaye a l'esquerra. Assaye (Asdi) és un poble al districte de Jalna a l'estat de Maharashtra a l'Índia quan pertanyia als dominis del nizam d'Hayderabad just a la frontera de Berar a uns 70 km al nord-est d'Aurangabad. Els marathes disposaven de 16.000 homes d'infanteria, 20.000 de cavalleria i 100 peces d'artilleria servides per francesos, i amb els auxiliars arribaven a 50.000. Wellesley només disposava de 4500 homes però es va veure forçat a la batalla i va creuar el Kailna prop de la unió amb el Juah i amb una lluita terrible va rebutjar als marathes amb una gran carnisseria amb càrregues de baioneta; es va lliurar a les tres hores de més calor i després d'una marxa de 25 km. Només l'artilleria francesa va tenir una bona actuació que al començament va fer recular a Wellesley fins que aquest va encapçalar l'avanç cap a l'altre costat del riu; llavors molts marathes que havien passat per mort es van incorporar i se'ls va unir la seva cavalleria; el general Wellesley va fer llavors una càrrega de cavalleria creuant el riu a la inversa i va destruir a les forces marathes que l'atacaven per darrere i va assegurar la victòria. Sindhia i Raghuji Bhonsla van fugir però l'artilleria dirigida per De Boigne, va restar al seu lloc fins al darrer home. Els marathes van perdre dotze mil homes i els britànics 1.657; el primer ministre de Sindhia va morir d'una ferida a la batalla. La batalla d'Angaon que va seguir va portar al tractat de Devagaon.